# Гримани, Винченцо
Винченцо Гримани (итал. Vincenzo Grimani; 26 мая 1655, Мантуя, Мантуанское герцогство — 26 сентября 1710, Неаполь, Неаполитанское королевство) — итальянский куриальный кардинал. Вице-король Неаполя с 5 мая 1708 по 26 сентября 1710. Кардинал-дьякон с 22 июля 1697, с титулом церкви Сант-Эустакьо с 7 апреля 1698 по 26 сентября 1710. 